# 瓜亞內科群島
48°0′S 75°0′W / 48.000°S 75.000°W

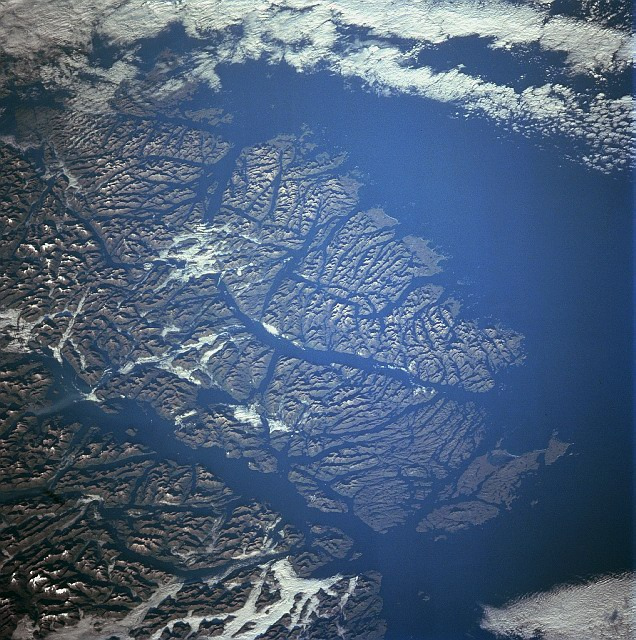

瓜亞內科群島是智利的群島，位於該國南部太平洋的佩納斯灣海域，由伊瓦涅斯將軍艾森大區負責管轄，該群島長40公里、寬22.2公里。

## 外部連結
- National Aeronautics and Space Administration （页面存档备份，存于）